# Rejon nazarowski
Rejon nazarowski (ros. Наза́ровский райо́н, Nazarowskij rajon) – rejon administracyjny i komunalny Kraju Krasnojarskiego w Rosji. Stolicą rejonu jest miasto Nazarowo, które administracyjne nie stanowi części rejonu. Rejon został utworzony 4 kwietnia 1924 roku.

## Położenie
Rejon ma powierzchnię 4230 km² i znajduje się w południowo-zachodniej części Kraju Krasnojarskiego, granicząc na północny z rejonem aczyńskim, na wschodzie z rejonem kozulskim, na południowym wschodzie z rejonem bałachtińskim, na południu z rejonem użurskim, na zachodzie z rejonem szarypowskim, a na północnym zachodzie z rejonem bogotolskim.
Przez rejon przepływa rzeka Czułym, będąca odnogą Obu.
Przez rejon przechodzi odgałęzienie linii kolei transsyberyjskiej Aczyńsk-Abakan biegnące z północy na południe.

## Ludność
W 1989 roku rejon ten liczył 21 720 mieszkańców, w 2002 roku 24 265, w 2010 roku 23 544, a w 2011 zaludnienie spadło do 23 481 osób.

## Podział administracyjny
Administracyjnie rejon  dzieli się na 10 sielsowietów.